# Factorías balleneras vascas en Terranova

Factorías balleneras en Terranova

Las factorías balleneras vascas en Terranova fueron instalaciones estacionales establecidas durante los siglos XVI y XVII por marinos del País Vasco, principalmente procedentes de Guipúzcoa (España), con el propósito de explotar los ricos caladeros de ballenas en el Atlántico norte.
El auge de la demanda de aceite de ballena en Europa, utilizado principalmente como combustible para lámparas de iluminación, motivó a los balleneros vascos a expandir sus actividades hacia la región de Labrador, en la actual costa oriental de Canadá.
Las campañas balleneras duraban entre primavera y otoño  movilizando entre 1.000 y 2.000 hombres distribuidos en una quincena de naos. Una vez capturadas las ballenas, estas eran remolcadas a tierra firme, donde se procesaban en factorías que disponían de grandes calderas de hierro para fundir la grasa y obtener el valioso aceite.
Como dijo el presidente americano Thomas Jefferson, éstos asentamientos son considerados como  la primera actividad económica industrial en América del norte.

## Descripción
El País Vasco contaba con una larga tradición en la caza de cetáceos desde la Edad Media, especialmente en el mar Cantábrico. Sin embargo, la disminución de los caladeros locales y el aumento de la demanda europea de aceite de ballena llevaron a los marinos vascos a emprender viajes más lejanos, siguiendo las rutas del Atlántico norte.
Hacia la década de 1530, los balleneros vascos comenzaron a establecer bases en la costa de Labrador, aprovechando la abundancia de ballenas, especialmente la ballena franca glacial, entre la primavera y el otoño.
Las principales factorías se establecieron en lugares estratégicos protegidos del mar abierto, como Red Bay (Bahía Roja), situada en la actual provincia de Terranova y Labrador. Este enclave, hoy Patrimonio de la Humanidad por la UNESCO, fue uno de los centros balleneros más importantes del siglo XVI.
Las instalaciones consistían en estructuras rudimentarias pero eficientes: hornos con grandes calderas de hierro para fundir la grasa, almacenes para el aceite, barracones para los trabajadores y astilleros improvisados para el mantenimiento de embarcaciones. Los restos arqueológicos hallados en Red Bay incluyen huesos de ballena, herramientas de hierro, fragmentos de cerámica y toneles de madera.
Las relaciones entre los balleneros vascos y los pueblos indígenas de la región fueron variables a lo largo del tiempo. En ocasiones, se establecieron contactos pacíficos y de cooperación. Sin embargo, también se registraron episodios de tensión y enfrentamientos.
A mediados del siglo XVII, la presencia vasca en Terranova comenzó a declinar debido a varios factores: la competencia con otras potencias europeas (como Francia, Inglaterra y los Países Bajos), la presencia de corsarios y piratas,  el agotamiento progresivo de los caladeros y el cambio en los hábitos de consumo en Europa.
La firma del tratado de Utrecht en 1713 dio el golpe de gracia a la presencia española en Terranova.
Sin embargo, el legado de esta actividad perdura tanto en el patrimonio arqueológico como en la toponimia local y en los vínculos históricos entre el País Vasco y Canadá. Las investigaciones arqueológicas en lugares como Red Bay han permitido reconstruir con gran detalle la vida y tecnología de los balleneros vascos.
Un hecho dramático ocurrió durante el invierno de 1576-1577, cientos de balleneros vascos se vieron sorprendidos por el invierno prematuro y murieron congelados con sus barcos atrapados en los hielos. Entre generaciones siempre se transmitió aquella terrible invernada.

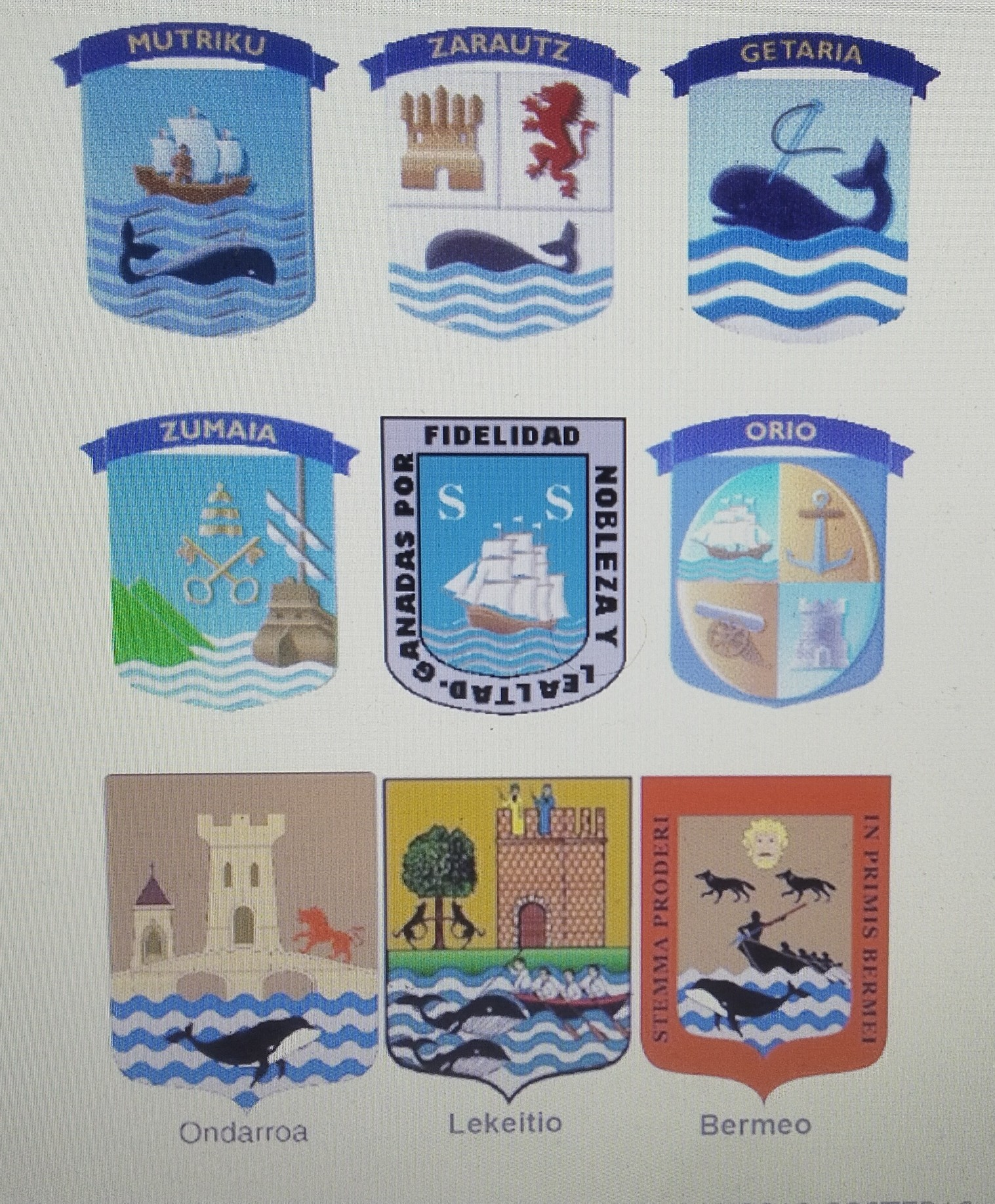
Blasones de localidades balleneras

## Red Bay
La investigadora Selma Huxley descubrió que  los antiguos puertos balleneros en Terranova  estaban en la costa norte del estrecho de Belle Isle y en la costa sur de Labrador.
El principal de ellos era Red Bay donde encontró en los archivos tres documentos dictados por vascos que se consideran los más antiguos textos civiles escritos en Canadá: una venta de chalupas, de 1572, y dos testamentos, de 1577 y 1584.
También halló textos referidos al  hundimiento de varias naves balleneras vascas del siglo XVI en la Gran Bahía, concretamente una de Pasajes en 1563 en Pinware Bay, la Madalena de Motrico( 1565), y la María de San Sebastián ( 1572), en  Chateau Bay, y la San Juan de Pasajes ( 1565), en  Red Bay.
Esta última nao está siendo reconstruida a imagen y semejanza de la original en el museo-astillero de Albaola, ubicado en la localidad de Pasajes, una población históricamente vinculada a la caza de ballenas.